# Драган Данаилов
Драган Данаилов Йовков (27 октомври 1873 – 23 август 1948) е български живописец.

## Биография
Роден е на 27 октомври 1873 г. в Котел. Завършва Академията на изящните изкуства в Торино при Джакомо Гросо. От 1901 до 1931 г. е учител по рисуване в Сливен и Разград. Директор е на гимназията в Разград. Драган Данаилов е един от инициаторите и създателите на градския парк, създател е на колоездачния съюз и допринася за докарването на кинематографа в Разград. В периода 1934 – 1935 г. е кмет на града.

## Творчество
Драган Данаилов рисува портрети, пейзажи и фигурални композиции. Негови картини се съхраняват в Националната художествена галерия в София и Художествената галерия „Проф. Илия Петров“ в Разград. За периода от следването си до 1938 г. се съхраняват 116 негови творби, между тях половината са портрети на близки, приятели, около 20 пейзажа и дузина натюрморти. По-известни картини са:
- „Портрет на Георги Митов“
- „Село Хума – Южният фронт през Първата световна война“
- „Чешма на фронта“
- „Зимен пейзаж“
- „Сините камъни“.[1]

## Награди и отличия
- През 1908 г. е награден на изложението в Париж.[1]